# Miru
Miru（ミル）は、メニコンが運営するコンタクトレンズ販売店とメニコンのグループ会社が運営するコンタクトレンズ販売のチェーンストアで構成されたショップブランドである。

## 概要
「Miru」は元々海外向けの使い捨てコンタクトレンズのブランド名として用いられてきたが、2015年11月に日本国内におけるメーカー直営のショップブランドとしても展開するようになった。
日本国内での「Miru」は「Menicon Miru（メニコン ミル）」と「Miru+（ミルプラス）」で構成されており、「Menicon Miru」は幅広い商品ラインナップと充実したコンサルティングサービスを特徴とする基幹店に位置付けられ、従来からのメーカー直営店は順次「メニコン○○」から「Menicon Miru」へと切り替わった。一方、「Miru+」は若い世代の女性をターゲットにした路面店となる。なお、メーカー直営ではあるものの、メニコン以外の同業他社の製品も取り扱っている。
一方で、メニコンは2011年12月に関東エリアを中心に「エースコンタクト」を展開しているダブリュ・アイ・システムを子会社化したのを皮切りに、2015年10月31日に同じく関東エリアで展開する富士コンタクトを、2016年11月1日に九州エリアを中心に「シティコンタクト」を展開するエーアイピーを順次子会社化し、グループ内でコンタクトレンズ販売のチェーンストアを複数持っていることから、共通ブランドとして「Miru partner（ミルパートナー）」の展開を開始し、従来からのショップブランドロゴと組み合わせた共通のショップブランドロゴへと切り替わった。
そして、2019年5月にメーカー直営店とグループ会社のチェーンストアのブランド名が「Miru」に統一され、「Miru partner」として展開していた3ブランドが「Menicon Miru」や「Miru+」に準じたショップロゴへ変更・統一。看板類なども順次新しいショップロゴへ切り替わった。
2025年1月には2020年10月にメニコンの子会社となったハマノコンタクトも「Miru」へ合流し、ショップロゴが変更・統一された。

## 沿革
- 2013年11月 - 海外向けコンタクトレンズのブランド名として「Miru」の展開を開始、同月1日にシンガポールに「Miru Contact Lens Store」をオープン[1]
- 2015年11月 - メーカー直営のショップブランドとして日本国内でもブランドを展開することを発表し、同月13日に1号店となる「Miru+ 心斎橋筋店」をオープン[2]
- 2016年3月 -
  - 直営店「メニコン水道橋」が移転し、東京都での「Miru」1号店となる「Menicon Miru 水道橋店」をオープン（なお、同日に関東エリアでの営業拠点も「東京オフィス」として同じビル内へ移転）[7]。
  - 直営店「メニコンサービスショップ名古屋」を改装し、愛知県名古屋市での「Miru」1号店となる「Miru+ 名古屋笹島店」をオープン[8]
- 2017年7月 - グループ会社が運営するエースコンタクト・富士コンタクト・シティコンタクト共通のブランドとして「Miru partner」の展開を開始[6]
- 2018年3月 毎年3月6日を「Miru（見る）の日」として制定（日本記念日協会認定の記念日となる）[9]
- 2019年5月 直営店とグループ販売店のブランドが「Miru」に統一され、エースコンタクト・富士コンタクト・シティコンタクトは「Miru」に準じたショップロゴへ変更・統一[10]
- 2022年6月 - 制服のリニューアルを実施[11]、オンライン相談サービスを導入[12]
- 2024年4月 - 富士コンタクトが吸収合併に伴ってメニコンの直営店となる[13]
- 2025年1月 - ハマノコンタクトのショップロゴを「Miru」に準じたロゴへ変更・統一[14]

## 店舗
2025年2月時点で28都道府県にMenicon Miru 51店舗、Miru+ 6店舗、エースコンタクト 83店舗、富士コンタクト 12店舗、シティコンタクト 23店舗、ハマノコンタクト 3店舗の計178店舗を展開している。詳細は店舗検索を参照。
（M:Menicon Miru、MP:Miru+、A:エースコンタクト、F:富士コンタクト、H:ハマノコンタクト、C:シティコンタクト）
- 北海道エリア - 2店舗（Mのみ）
- 東北エリア - 10店舗（M:2店舗、A:8店舗）
  - 青森県 2店舗（M・A各1店舗ずつ）、宮城県 2店舗（M・A各1店舗ずつ）、福島県6店舗（Aのみ）
- 関東エリア - 101店舗（M:18店舗、A:71店舗、F:12店舗）
  - 茨城県 1店舗（Aのみ）、栃木県 4店舗（M:1店舗、A:3店舗）、埼玉県 25店舗（A:21店舗、F:4店舗）、千葉県 12店舗（M:3店舗、A:9店舗）、東京都 37店舗（M:11店舗、A:21店舗、F:5店舗）、神奈川県 22店舗（M:3店舗、A:16店舗、F:3店舗）
- 北陸エリア - 4店舗（M・A各2店舗ずつ）
  - 新潟県 2店舗（Aのみ）、富山県 1店舗（Mのみ）、石川県 1店舗（Mのみ）
- 東海エリア - 14店舗（M:10店舗、MP:2店舗、A:2店舗）
  - 岐阜県 1店舗（Mのみ）、静岡県 1店舗（Mのみ）、愛知県 12店舗（M:8店舗、MP:2店舗、A:2店舗）
- 関西エリア - 12店舗（M:7店舗、MP:2店舗、H:3店舗）
  - 大阪府のみ
- 中国・四国エリア - 7店舗（M:5店舗、C:2店舗）
  - 鳥取県 1店舗（Cのみ）、広島県 3店舗（Mのみ）、山口県 1店舗（Cのみ）、香川県 1店舗（Mのみ）、愛媛県 1店舗（Mのみ）
- 九州エリア - 28店舗（M:5店舗、MP:2店舗、C:21店舗）
  - 福岡県 13店舗（M:1店舗、C:12店舗）、佐賀県 1店舗（Cのみ）、長崎県 4店舗（M・C各2店舗ずつ）、熊本県 3店舗（M・MP・C各1店舗ずつ）、大分県 2店舗（Cのみ）、鹿児島県 5店舗（M・MP各1店舗ずつ、C:3店舗）